# Pervomajsky-eiland
Het Pervomaysky-eiland is een kunstmatig eiland met fort in Oekraïne. Het ligt 3 kilometer ten zuiden van Otsjakiv.
Het eiland is in 1895 gemaakt door het bestuur van het toenmalig Russisch Keizerrijk. Op het eiland staan kazernes en verdedigingsstellingen. Het eiland werd in 1941 gebombardeerd door de Luftwaffe.